# 久木野駅
久木野駅（くぎのえき）は、かつて熊本県水俣市久木野1065番地に設置されていた、九州旅客鉄道（JR九州）山野線の駅（廃駅）である。
山野線の廃止に伴い、1988年（昭和63年）2月1日に廃駅となった。1972年（昭和47年）までは宮崎 - 出水間で運行されていた急行「からくに」の停車駅であった。

## 歴史
- 1934年（昭和9年）4月22日：山野西線の駅（終着駅）として開業（のち、山野線に編入）[1]。一般駅[1]。
- 1962年（昭和37年）9月19日：貨物の取り扱いを廃止する[1]。
- 1984年（昭和59年）2月1日：荷物扱い廃止[1]。
- 1987年（昭和62年）4月1日：国鉄分割民営化により、JR九州に継承[1]。
- 1988年（昭和63年）2月1日：山野線の全線廃止に伴い、廃駅となる[1]。

## 駅構造
相対式ホーム2面2線と側線1本を有する地上駅で、末期まで当駅で折り返しとなる列車も設定されていた。
直営駅であり、開業当初からの木造駅舎があった。

## 駅周辺
- 寒川

## 跡地
久木野駅の跡地には、現在、水俣市久木野ふるさとセンター「棚田の駅 愛林館」が建てられている。駐車場には当時を再現したホームや車掌車に腕木信号機等が展示されている。また、建物内には当時の駅スタンプが展示されており押印することができる。
バス停の名前は「愛林館前」だが、待合室の看板に「久木野駅前」との表示がある。これは、山野線の廃止代替バスの産交バスの大川線が産交バスの直営路線から水俣市のコミュニティ路線（みなくるバス）に転換された際、停留所名称が「久木野駅前」から「愛林館前」に変更されたためである。水俣駅付近から、山野線の線路跡を利用して延びている自転車歩行者専用道路「日本一長〜い運動場」は、当駅の少し水俣寄りで終点となる。

## 隣の駅
九州旅客鉄道（JR九州）
山野線
深渡瀬駅 - 久木野駅 - 薩摩布計駅